# SARS-CoV-2 delta variáns

Országok, amelyekben 2021. július 9-éig megerősítették a delta variáns eseteit (GISAID)
Jelmagyarázat:
5000+ megerősített eset
1000–4999 megerősített eset
100–999 megerősített eset
10–99 megerősített eset
2–9 megerősített eset
1 megerősített eset
Nincs vagy adat nem elérhető

A SARS-CoV-2 delta variáns, más néven B.1.617.2 törzs a SARS-CoV-2 B.1.617 törzs variánsa, ez annak a vírusnak a mutációja, ami a COVID-19 járványért felelős. Először Indiában mutatták ki 2020 végén. A World Health Organization (WHO) delta variánsnak nevezte el 2021. május 31-én.

## Osztályozás
A delta variáns mutációi a SARS-CoV-2 tüskefehérjét kódoló génjében vannak, ami a D614G, T478K, P681R és L452R szubsztitúciókat okozza. A Nextstrain filogenetikai osztályozási rendszere szerint 21A kládként azonosítják.
2021. május végén a WHO a delta címkét a B.1.617.2 nemzetséghez rendelte, miután új szabályokat vezetett be a görög betűk használatáról az aggasztó és az érdekes változatokra.

### A B.1.617. egyéb alágai
A B.1.617 törzs három alágát osztályozták eddig.

A B.1.617.1-et 2021 áprilisában a vizsgálat alatt álló változatnak nevezte ki a Public Health England. Később, 2021 áprilisában a B.1.617.2 és B.1.617.3 változatot jelölték ki a vizsgált variánsoknak. Míg a B.1.617.3-ban és B.1.617.1-ben található L452R és E484Q mutációk közösek, addig a B.1.617.2-ből hiányzik az E484Q mutáció. A B.1.617.2 T478K mutációval rendelkezik, a B.1.617.1-ben és a B.1.617.3-ban ez nem található meg. Ezzel egy időben az ECDC kiadott egy rövid ismertetést, amely a B.1.617 mindhárom alágát VOI-ként tartotta fenn, becslései szerint „az ezen B.1.617 törzshöz kapcsolódó kockázatok jobb megértése szükséges, mielőtt a jelenlegi intézkedések bármilyen módosítását fontolóra lehetne venni”.

A SARS-CoV-2 delta variáns aminosav-mutációi a SARS-CoV-2 genomtérképére kerültek, a fehérjetüskére fókuszálva

| Gén                          | Nukleotid | Aminosav |
| ---------------------------- | --------- | -------- |
| ORF1b                        |           | P314L    |
| ORF1b                        | P1000L    |          |
| Tüske                        |           | G142D    |
| Tüske                        | T19R      |          |
| Tüske                        | R158G     |          |
| Tüske                        | L452R     |          |
| Tüske                        | T478K     |          |
| Tüske                        | D614G     |          |
| Tüske                        | P681R     |          |
| Tüske                        | D950N     |          |
| Tüske                        | E156del   |          |
| Tüske                        | F157del   |          |
| M                            |           | I82T     |
| N                            |           | D63G     |
| N                            | R203M     |          |
| N                            | D377Y     |          |
| orf3a                        |           | S26L     |
| orf7a                        |           | V82A     |
| orf7a                        | T120I     |          |
| Források: CDC Covariants.org |           |          |

A delta/B.1.617.2 genomnak 13 mutációja van (egyes források szerint 15 vagy 17, attól függően, hogy a gyakoribb mutációkat is beleszámolják-e), amelyek megváltoztatják az általa kódolt fehérjék aminosav-szekvenciáit. Négy közülük, amelyek mindegyike szerepel a vírus tüskefehérje kódjában, különös aggodalomra ad okot:
- D614G. A 614-es pozícióban levő aszparaginsav-glicin szubsztitúció, más erősen átvihető változatokkal azonos, például az alfával, a bétával és a gammával közös.[14]
- T478K.[6] A 478. pozícióban lévő csere treonin-lizin szubsztitúció.[15]
- L452R. A 452. pozícióban levő leucin-arginin szubsztitúció a tüskefehérje erősebb affinitását biztosítja az ACE2 receptorhoz[16] és az immunrendszer csökkent felismerési képességét.[7][17] Ezek a mutációk külön-külön, egyenként véve nem egyediek a variánsra nézvést, azonban egyidejű előfordulásuk már igen.[18]
- P681R. A 681. pozícióban lévő prolin-arginin szubsztitúció, amely William A. Haseltine szerint növelheti a variáns sejtszintű fertőzőképességét, „megkönnyítve az S prekurzor fehérje hasítását az aktív S1/S2 konfigurációig”.[19]

Az E484Q mutáció nincs jelen a B.1.617.2 törzs genomjában.

## Kezelés
A SARS-CoV-2 delta variáns által fertőzöttek kezelése megegyezik a COVID-19 fertőzésével.

## Külső linkek
- Közegészségügyi Anglia: aggályos vagy vizsgálat alatt álló változatok, B.1.617